# Micropsectra kaalae
Micropsectra kaalae – е насекомо от разред Двукрили (Diptera), семейство Хирономидни (Chironomidae). Няма подвидове.